# Porfirio Armando Betancourt
Porfirio Armando Betancourt (10. října 1957 La Lima – 28. července 2021 San Pedro Sula) byl honduraský fotbalový útočník. Zemřel 28. července 2021 ve věku 63 let na covid-19.

## Fotbalová kariéra
Byl členem honduraské reprezentace na Mistrovství světa ve fotbale 1982, nastoupil ve všech 3 utkáních. Za reprezentaci Hondurasu nastoupil v 9 utkáních a dal 5 gólů. Na klubové úrovni hrál za honduraský klub CD Marathón, v USA za Indiana Housiers, v Hondurasu za Real Espaňa, v francouzské lize za RC Strasbourg Alsace, v USA za St. Louis Streamers, ve Španělsku za CD Logroñés a v USA za Kansas City Comets.